# یم‌خزنده
یَم‌خزنده (نام علمی: Thalattosaurus) نام یک سرده از فراراسته خزنده‌بالگان است. یم در فارسی به معنی دریا است.